# Ambrósio Bonalume
Ambrósio Bonalume (Monza, 1862 — Caxias do Sul, 5 de fevereiro de 1945) foi um comerciante e industrial ítalo-brasileiro, ativo em Caxias do Sul, onde deixou importante marca de sua passagem, sendo reconhecido como líder católico, cidadão benemérito, um dos fundadores da cidade e um destacado promotor da indústria do vinho.

## Vida
Nascido em Monza, na Itália, emigrou com seus pais Angelo Bonalume e Luigia Berti, mais seu irmão Giuseppe, chegando em Caxias em 1º de outubro de 1876. A família se fixou primeiramente no lote nº 15 do Travessão Umberto I da VI Légua, na zona rural, dedicando-se à agricultura de subsistência. Ao crescer, Ambrósio iniciou sua vida profissional como curtidor de couro e seleiro, e pouco depois abriu uma bodega e um comércio generalista.
No final do século já começava a projetar-se na comunidade. Em 1897 ingressou na comissão de obras da Igreja Matriz, e nela permaneceria até 1917, quando foi elogiado pelos relevantes serviços prestados às atividades da Igreja. Em 1898 era presidente da Exposição Agro-Industrial e presidente-geral da Federação das Associações Católicas, numa época de intensas disputas entre o poder civil e os maçons contra a Igreja, liderada pelo padre Pietro Nosadini, cura da Matriz, sendo um dos acusados de planejar o atentado ao intendente José Cândido de Campos Júnior, um caso famoso na história da cidade, sob os protestos do padre, que qualificou a acusação de "uma infame calúnia, pois que [Bonalume] pertence a uma honrada e honesta família, goza da estima das pessoas honestas, quer em Caxias, quer em Porto Alegre".
Em 1914 lançou-se à indústria do vinho, instalando uma grande cantina na Praça Dante Alighieri, estabelecida como o vultoso capital de 250 contos de réis. Foi um dos pioneiros na difusão da variedade de uva Barbera, e o principal produto da sua cantina, com a marca Elefante, era muito apreciado, exportando cinco mil barris anuais.
Fazia doações para atividades beneficentes e em 1925, quando foram celebrados os 50 anos da imigração italiana no Rio Grande do Sul, Bonalume já havia ganhado geral estima e respeito, sendo inscrito como um dos fundadores da cidade num Livro de Ouro criado pela Municipalidade. No mesmo ano recebeu destaque de página inteira em importante álbum comemorativo publicado pelo Governo do Estado do Rio Grande do Sul em parceria com o Governo da Itália, onde foram-lhe endereçados muitos elogios, chamado de "pioneiro infatigável", "cidadão e chefe de família modelo", de "modéstia superlativa e bonomia singela e tranquila", qualidades que traduziam "infalivelmente um caráter benigno e um ânimo bom" e enalteciam "o homem tanto quanto os talentos e outros atributos que conquistou, dando-lhe a classe para ostentar um nome honrado, que decora a ele, a família, a sociedade e a pátria, que confia a todos, indistintamente, seus filhos no estrangeiro, uma alta missão de operosidade, de retidão, de civismo".
Deixou sua contribuição mais marcante como um dos fundadores e dirigentes do Sindicato Viti-Vinícola do Rio Grande do Sul, entidade criada em 1928 que definiria os rumos do setor do vinho em termos econômicos e também em termos técnicos e normativos, colocando a produção sob o controle do Estado, estabelecendo parâmetros de qualidade técnicos e sanitários e regras para a instalação e funcionamento das cantinas, introduzindo inovações tecnológicas, regulando o mercado, desenvolvendo estirpes de videiras mais adaptadas ao clima local, e passando a exigir exames laboratoriais do produto antes que fosse colocado à venda. O braço industrial e comercial do Sindicato foi organizado em 1929 como a Sociedade Vinícola Rio-Grandense, de cuja fundação e diretoria Bonalume também fez parte, uma organização que na década de 1950 se tornara a mais importante do Brasil em seu gênero, produzindo 32 milhões de litros de vinho anuais e exportando um terço do total.
Ao falecer em 5 de fevereiro de 1945, "estimado em toda a cidade", foi saudado como benemérito a quem Caxias muito devia, pelas "suas raras qualidades de coragem, bondade e operosidade". Em 1950, nas comemorações dos 75 anos da imigração, voltou a receber destaque de página inteira em outro grande álbum publicado pela Festa da Uva, e mais uma vez a louvação à sua pessoa teve tom grandiloquente, enaltecendo o seu valor, sua bondade e sua compreensão humana, "o alto relevo de inteligência capaz de iluminar a trajetória duma existência", e a "máxima confiança que sempre teve no progresso de Caxias", sendo um dos "intrépidos pioneiros" cujo trabalho muito contribuiu para esse progresso. Em 2015 seu espírito empreendedor foi lembrado outra vez por Rodrigo Lopes na coluna "Memória" do jornal Pioneiro, chamando-o de "um desbravador no processo de industrialização de Caxias do Sul". Hoje Ambrósio Bonalume é nome de uma rua.

## Descendência
Ambrósio Bonalume foi casado com Carolina Sartori, uma das fundadoras e conselheira da Associação Damas de Caridade, entidade mantenedora do Hospital Nossa Senhora de Pompéia, filha de Salvador Sartori e Angela Zancaner. O casal teve os seguintes filhos:
- Eleonora.
- Guilhermina, professora municipal de português,[18] casada com Antônio Chiaradia Neto, ourives e relojoeiro,[19] presidente da Sociedade Príncipe de Nápoles,[20] um dos fundadores e presidente do Recreio da Juventude,[21][22] um dos fundadores e primeiro presidente do Esporte Clube Juventude.[23]
- Alfredo, um dos fundadores do Recreio da Juventude.[21]
- Adelino, um dos fundadores do Recreio da Juventude.[21] comerciante e hoteleiro,[24] casado com Rosalba Pieruccini.
- Ricardo, um dos fundadores do Recreio da Juventude,[21] comerciante.
- Salvador, casado com Elza, um dos fundadores do Esporte Clube Ideal, o primeiro time de futebol da cidade,[25] um dos fundadores da Sociedade Vinícola Rio-Grandense e depois membro da diretoria do Instituto Riograndense do Vinho, sucessor do Sindicato,[15] conselheiro da Associação dos Comerciantes,[26] presidente do Esporte Clube Juventude e conselheiro do Recreio da Juventude.[27]
- Dosolina, casada com o coronel Fioravante Pieruccini, "egrégio industrialista" de "distintíssima família", filho do industrial Antonio Pieruccini.[28]